# Game of Thrones
|  | Aquest article tracta sobre la sèrie de televisió. Si cerqueu el llibre, vegeu «Joc de trons». |

Game of Thrones (literalment en català «Joc de trons») és una sèrie de televisió estatunidenca creada per David Benioff i D. B. Weiss, emesa per primer cop el 17 d'abril de 2011 per la cadena HBO (productora de la sèrie). És una adaptació de la saga literària Cançó de gel i foc, escrita per George R. R. Martin, la primera novel·la de la qual s'anomena també Joc de trons. La sèrie compta amb vuit temporades i un total de 73 capítols (deu per temporada, excepte a les temporades 7 i 8, amb 7 i 6 capítols respectivament). El rodatge es realitza en un estudi de Belfast, mentre que els exteriors s'han rodat en diversos països, entre els quals hi ha Croàcia, Islàndia, Malta, Marroc, Irlanda del Nord, Espanya, Escòcia i els Estats Units. Es va estrenar a la cadena de televisió HBO nord-americana el 17 d'abril de 2011. La setena temporada es va estrenar el 18 de juny de 2017. La sèrie va concloure amb la vuitena temporada, estrenada el 2019, i va constar de sis episodis més llargs, al voltant d'una hora i vint minuts.
La sèrie es desenvolupa en els continents ficticis de Ponent (Cançó de gel i de foc) i Essos, i se centra en tres branques argumentals principals: els conflictes entre les cases nobles dels Set Regnes de Ponent i la lluita pel Tro de Ferro, el viatge a l'exili pel continent d'Essos de Daenerys Targaryen, darrera descendent de l'anterior dinastia regnant a Ponent, i el seu clam pel Tro, i l'arribada dels Altres, unes criatures malignes i el seu exèrcit de morts que porten amb elles l'hivern des de més enllà del Mur que divideix Ponent. No obstant, dins de cada una d'aquestes branques hi ha moltes trames i personatges amb les seves històries pròpies.
Game of Thrones és un dels grans èxits de la història recent de la televisió, seguida per un gran públic a nivell mundial i atraient un gran nombre de nous espectadors a HBO. Ha rebut molt bones valoracions de la crítica, especialment pel nivell interpretatiu dels actors i actrius, que s'han hagut d'enfrontar a personatges complexos, llargues trames narratives i una gran despesa de producció, tot i que també ha estat criticat per la gran quantitat de nus, violència i violència sexual que apareix a la sèrie. Aquesta producció ha guanyat 26 premis Emmy, inclòs el premi a la millor sèrie dramàtica de 2015, any en què va aconseguir el rècord de premis Emmy en un sol any natural, així com d'altres premis i nominacions, entre els quals es troben tres premis Hugo, un premi Peabody, i tres nominacions als Globus d'Or a la millor sèrie de televisió dramàtica. Entre els membres del repartiment, Peter Dinklage ha guanyat dos premis Emmy al millor actor secundari en sèrie dramàtica i un Globus d'Or al millor actor secundari en sèrie, minisèrie o telefilm per la seva interpretació del personatge Tyrion Lannister.

## Argument
Game of Thrones segueix les múltiples línies argumentals de Cançó de gel i de foc. La major part de la història té lloc a Ponent, un continent fictici on les estacions poden durar anys i se centra en les violentes lluites dinàstiques que succeeixen entre diferents famílies nobles pel control del Tron de Ferro.

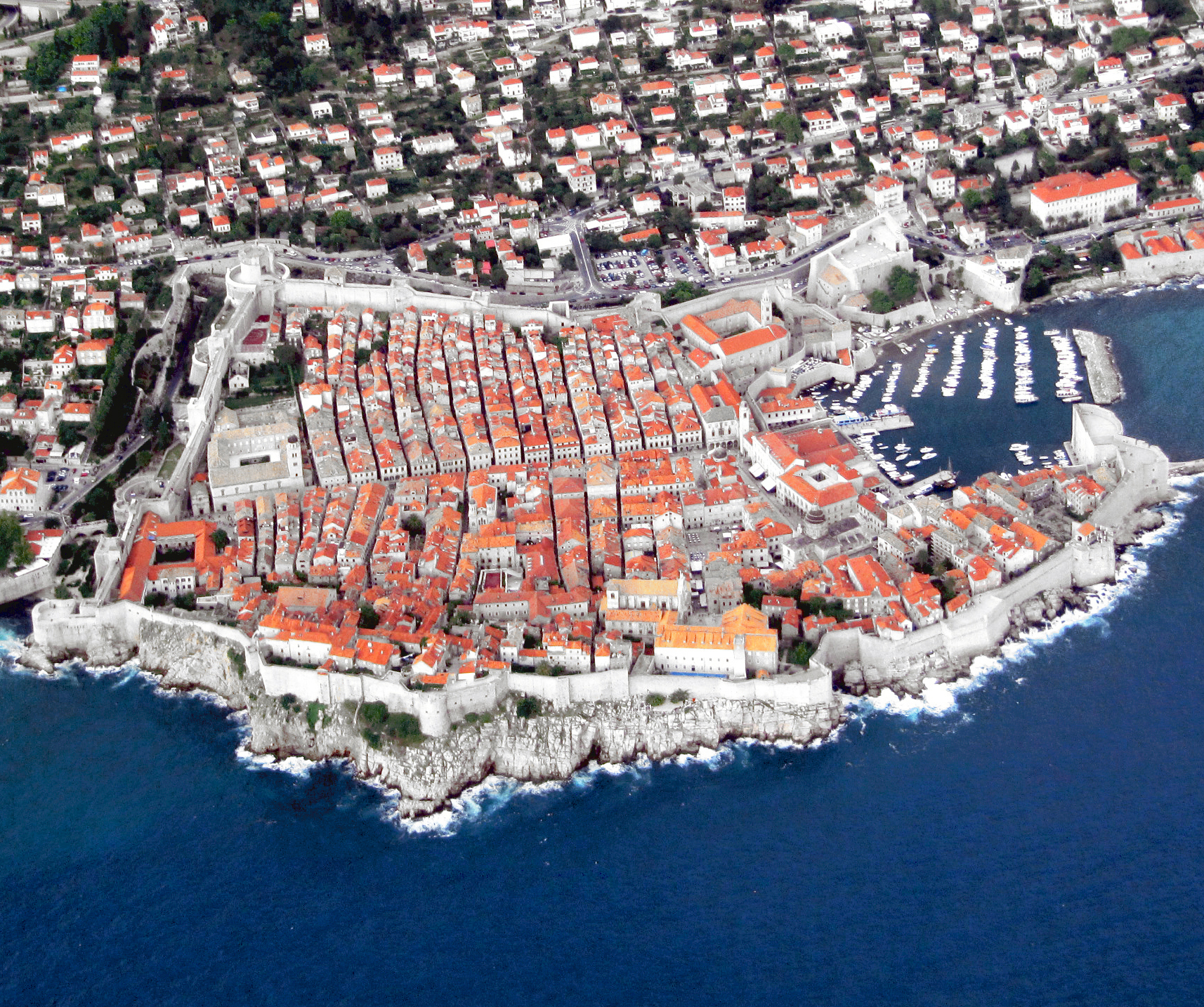
Dubrovnik

La primera temporada està basada en la primera novel·la de la saga, Joc de Trons, que a més dona nom a la sèrie. La trama succeeix quinze anys després de la guerra civil coneguda com la Guerra de l'Usurpador, en la qual en Robert Baratheon va expulsar del Tron de Ferro els Targaryen i es va proclamar rei dels Set Regnes de Ponent. L'Eddard «Ned» Stark, Senyor d'Hivèrnia, es veu obligat a acceptar el càrrec de Mà del Rei per por de declinar l'oferta i que la seguretat dels seus fills es veiés afectada i descobrir la veritable raó de la mort del seu predecessor, en Jon Arryn, de la Casa Arryn. Un cop a Port Reial, la capital dels Set Regnes, en Ned es veurà implicat en una enrevessada trama de secrets. Mentrestant, a l'altra banda del mar, l'hereu al tron exiliat Viserys Targaryen fa casar la seva germana Daenerys amb un líder dels Dothraki, Khal Drogo, per formar una aliança que li permeti recuperar el Tron de Ferro. Al nord, com a tercer fil argumental, un immens mur custodiat per la Guàrdia de la Nit separa el continent de Ponent dels territoris de l'exterior, on comencen a succeir una sèrie d'estranys fets, augmentats per l'arribada de l'hivern.

## Temporades
| Temporada | Temporada | Episodis | Emissió original     | Emissió original   |
| Temporada | Temporada | Episodis | Inici                | Final              |
| --------- | --------- | -------- | -------------------- | ------------------ |
|           | 1         | 10       | 17 d'abril de 2011   | 19 de juny de 2011 |
|           | 2         | 10       | 1 d'abril de 2012    | 3 de juny de 2012  |
|           | 3         | 10       | 31 de març de 2013   | 9 de juny de 2013  |
|           | 4         | 10       | 6 d'abril de 2014    | 15 de juny de 2014 |
|           | 5         | 10       | 12 d'abril de 2015   | 14 de juny de 2015 |
|           | 6         | 10       | 24 d'abril de 2016   | 26 de juny de 2016 |
|           | 7         | 7        | 16 de juliol de 2017 | 27 d'agost de 2017 |
|           | 8         | 6        | 14 d'abril de 2019   | 19 de maig de 2019 |

## Repartiment
| Casa Arryn Casa Baratheon Casa Baratheon de Rocadrac Casa Bolton Casa Greyjoy Casa Lannister | Casa Martell Casa Stark Casa Targaryen Casa Tully Casa Tyrell | La Guàrdia de la Nit La cort reial i els oficials Gent de Ponent Gent d'Essos Salvatges |

### Personatges principals
Els següents membres del repartiment s'han acreditat com a elenc principal en els crèdits inicials o com "també protagonitzada per":
| Principal | Recurrent | Esporàdic |

|                      |  | Personatge                       | Actor/Actriu           | Aparicions | Aparicions | Aparicions | Aparicions | Aparicions | Aparicions | Aparicions | Aparicions |
|                      |  | Personatge                       | Actor/Actriu           | T1         | T2         | T3         | T4         | T5         | T6         | T7         | Total      |
| -------------------- |  | -------------------------------- | ---------------------- | ---------- | ---------- | ---------- | ---------- | ---------- | ---------- | ---------- | ---------- |
|                      |  | Robert Baratheon                 | Mark Addy              | 7          |            |            |            |            |            |            | 7          |
|                      |  | Cersei Lannister                 | Lena Headey            | 10         | 9          | 8          | 9          | 8          | 8          | 6          | 58         |
|                      |  | Joffrey Baratheon                | Jack Gleeson           | 10         | 6          | 7          | 3          |            |            |            | 26         |
|                      |  | Tommen Baratheon                 | Callum Wharry          | 4          | 4          |            |            |            |            |            | 8          |
| Dean-Charles Chapman |  | Tommen Baratheon                 |                        | 2          | 5          | 5          | 6          |            | 18         |            |            |
|                      |  | Stannis Baratheon                | Stephen Dillane        |            | 7          | 5          | 4          | 8          |            |            | 24         |
|                      |  | Davos Seaworth                   | Liam Cunningham        |            | 6          | 4          | 4          | 7          | 8          | 7          | 36         |
|                      |  | Melisandre d'Asshai              | Carice van Houten      |            | 4          | 6          | 3          | 6          | 7          | 2          | 28         |
|                      |  | Ramsay Neu                       | Iwan Rheon             |            |            | 6          | 3          | 6          | 5          |            | 20         |
|                      |  | Roose Bolton                     | Michael McElhatton     |            | 4          | 7          | 2          | 4          | 2          |            | 19         |
|                      |  | Theon Greyjoy                    | Alfie Allen            | 9          | 8          | 6          | 3          | 6          | 7          | 4          | 39         |
|                      |  | Tyrion Lannister                 | Peter Dinklage         | 9          | 10         | 9          | 8          | 10         | 8          | 7          | 61         |
|                      |  | Jaime Lannister                  | Nikolaj Coster-Waldau  | 8          | 4          | 7          | 9          | 7          | 8          | 6          | 49         |
|                      |  | Tywin Lannister                  | Charles Dance          | 4          | 7          | 8          | 7          | 1          |            |            | 27         |
|                      |  | Sandor Clegane                   | Rory McCann            | 8          | 5          | 8          | 6          |            | 2          | 4          | 33         |
|                      |  | Bronn                            | Jerome Flynn           | 5          | 7          | 4          | 4          | 6          | 3          | 4          | 33         |
|                      |  | Ellaria                          | Indira Varma           |            |            |            | 4          | 5          | 2          | 2          | 13         |
|                      |  | Eddard Stark                     | Sean Bean              | 9          |            |            |            |            |            |            | 9          |
|                      |  | Catelyn Tully                    | Michelle Fairley       | 9          | 8          | 8          |            |            |            |            | 25         |
|                      |  | Jon Neu                          | Kit Harington          | 8          | 8          | 8          | 8          | 9          | 8          | 7          | 56         |
|                      |  | Robb Stark                       | Richard Madden         | 8          | 6          | 8          |            |            |            |            | 22         |
|                      |  | Sansa Stark                      | Sophie Turner          | 9          | 7          | 8          | 7          | 9          | 7          | 7          | 54         |
|                      |  | Arya Stark                       | Maisie Williams        | 9          | 9          | 9          | 6          | 6          | 8          | 6          | 53         |
|                      |  | Bran Stark                       | Isaac Hempstead-Wright | 8          | 7          | 6          | 4          |            | 5          | 5          | 35         |
|                      |  | Talisa                           | Oona Chaplin           |            | 5          | 6          |            |            |            |            | 11         |
|                      |  | Daenerys Targaryen               | Emilia Clarke          | 9          | 8          | 8          | 8          | 8          | 8          | 7          | 56         |
|                      |  | Jorah Mormont                    | Iain Glen              | 9          | 7          | 8          | 7          | 8          | 3          | 6          | 48         |
|                      |  | Viserys Targaryen                | Harry Lloyd            | 5          |            |            |            |            |            |            | 5          |
|                      |  | Missandei                        | Nathalie Emmanuel      |            |            | 8          | 7          | 7          | 7          | 5          | 34         |
|                      |  | Daario Naharis                   | Ed Skrein              |            |            | 3          |            |            |            |            | 3          |
| Michiel Huisman      |  | Daario Naharis                   |                        |            | 5          | 7          | 6          |            | 18         |            |            |
|                      |  | Margaery Tyrell                  | Natalie Dormer         |            | 4          | 6          | 6          | 5          | 5          |            | 26         |
|                      |  | Samwell Tarly                    | John Bradley           | 5          | 6          | 8          | 7          | 9          | 3          | 5          | 43         |
|                      |  | Jeor Mormont                     | James Cosmo            | 5          | 3          | 4          |            |            |            |            | 12         |
|                      |  | Petyr Baelish                    | Aidan Gillen           | 8          | 7          | 4          | 5          | 6          | 4          | 7          | 41         |
|                      |  | Varys                            | Conleth Hill           | 7          | 6          | 5          | 6          | 4          | 4          | 6          | 41         |
|                      |  | Shae                             | Sibel Kekilli          | 2          | 8          | 6          | 4          |            |            |            | 20         |
|                      |  | Gendry                           | Joe Dempsie            | 2          | 7          | 8          |            |            |            | 2          | 19         |
|                      |  | Brienne de Tarth                 | Gwendoline Christie    |            | 7          | 7          | 7          | 6          | 5          | 5          | 37         |
|                      |  | High Sparrow (Pardal Suprem)     | Jonathan Pryce         |            |            |            |            | 5          | 7          |            | 12         |
|                      |  | Khal Drogo                       | Jason Momoa            | 9          | 1          |            |            |            |            |            | 10         |
|                      |  | Jaqen H'ghar                     | Tom Wlaschiha          |            | 6          |            |            |            |            |            | 17         |
|                      |  | Faceless Man (Home sense Rostre) | Tom Wlaschiha          |            |            |            |            | 6          | 5          |            | 17         |
|                      |  | Ygritte                          | Rose Leslie            |            | 4          | 8          | 5          |            |            |            | 17         |
|                      |  | Gilly                            | Hannah Murray          |            | 3          | 6          | 3          | 6          | 3          | 3          | 24         |
|                      |  | Tormund                          | Kristofer Hivju        |            |            | 7          | 5          | 5          | 7          | 4          | 28         |

### Personatges secundaris
| Personatge                   | Personatge                   | Actor / Actriu             |
| ---------------------------- | ---------------------------- | -------------------------- |
|                              | Lysa Tully                   | Kate Dickie                |
|                              | Robin Arryn                  | Lino Facioli               |
|                              | Yohn Royce                   | Rupert Vansittart          |
|                              | Renly Baratheon              | Gethin Anthony             |
|                              | Selyse Florent               | Tara Fitzgerald            |
|                              | Shireen Baratheon            | Kerry Ingram               |
|                              | Salladhor Saan               | Lucian Msamati             |
|                              | Matthos Seaworth             | Kerr Logan                 |
|                              | Balon Greyjoy                | Patrick Malahide           |
|                              | Yara Greyjoy                 | Gemma Whelan               |
|                              | Dagmer                       | Ralph Ineson               |
|                              | Lorren                       | Forbes KB                  |
|                              | Myrcella Baratheon           | Aimee Richardson (T1 i T2) |
| Nell Tiger Free (T5)         | Myrcella Baratheon           |                            |
|                              | Lancel Lannister             | Eugene Simon               |
|                              | Kevan Lannister              | Ian Gelder                 |
|                              | Podrick Payne                | Daniel Portman             |
|                              | Gregor Clegane (la Muntanya) | Conan Stevens (T1)         |
| Ian Whyte (T2)               | Gregor Clegane (la Muntanya) |                            |
| Hafþór Júlíus Björnsson (T4) | Gregor Clegane (la Muntanya) |                            |
|                              | Walda Frey                   | Elizabeth Webster          |
|                              | Myranda                      | Charlotte Hope             |
|                              | Rickon Stark                 | Art Parkinson              |
|                              | Benjen Stark                 | Joseph Mawle               |
|                              | Mestre Luwin                 | Donald Sumpter             |
|                              | Hodor                        | Kristian Nairn             |
|                              | Osha                         | Natalia Tena               |
|                              | Jojen Reed                   | Thomas Brodie Sangster     |
|                              | Meera Reed                   | Ellie Kendrick             |
|                              | Rodrick Cassel               | Ron Donachie               |
|                              | Jory Cassel                  | Jamie Sives                |
|                              | Septa Mordane                | Susan Brown                |
|                              | Dida Vella                   | Margaret John              |
|                              | Jon Umber                    | Clive Mantle               |
|                              | Rickard Karstark             | Steven Blount (T1)         |
| John Stahl (T2 i T3)         | Rickard Karstark             |                            |
|                              | Barristan Selmy              | Ian McElhinney             |
|                              | Cuc Gris                     | Jacob Anderson             |
|                              | Doreah                       | Roxanne Mckee              |
|                              | Brynden Tully                | Clive Russell              |
|                              | Edmure Tully                 | Tobias Menzies             |
|                              | Loras Tyrell                 | Finn Jones                 |
|                              | Olenna Tyrell                | Diana Rigg                 |
|                              | Mace Tyrell                  | Roger Ashton-Griffiths     |
|                              | Oberyn Martell               | Pedro Pascal               |
|                              | Doran Martell                | Alexander Siddig           |
|                              | Obara Sorra                  | Keisha Castle-Hughes       |
|                              | Tyene Sorra                  | Rosabell Laurenti Sellers  |
|                              | Nymeria Sorra                | Jessica Henwick            |
|                              | Trystane Martell             | Toby Sebastian             |
|                              | Areo Hotah                   | DeObia Oparei              |
|                              | Aemon Targaryen              | Peter Vaughan              |
|                              | Allister Thorne              | Owen Teale                 |
|                              | Grenn                        | Mark Stanley               |
|                              | Eddison Tollett              | Ben Crompton               |
|                              | Pypar                        | Josef Altin                |
|                              | Yoren                        | Francis Magee              |
|                              | Rast                         | Luke (McEwan) Barnes       |
|                              | Qhorin Mitjamà               | Simon Armstrong            |
|                              | Othell Yarwyck               | Brian Fortune              |
|                              | Bowen Marsh                  | Michael Condron            |
|                              | Olly                         | Brenock O'Connor           |
|                              | Gran Mestre Pycelle          | Julian Glover              |
|                              | Meryn Trant                  | Ian Beattie                |
|                              | Ilyn Payne                   | Wilko Johnson              |
|                              | Janos Slynt                  | Dominic Carter             |
|                              | Dontos Hollard               | Tony Way                   |
|                              | Walder Frey                  | David Bradley              |
|                              | Roslin Frey                  | Alexandra Dowling          |
|                              | Beric Dondarrion             | David Scott (T1)           |
| Richard Dormer (T3)          | Beric Dondarrion             |                            |
|                              | Hot Pie                      | Ben Hawkey                 |
|                              | Lommy                        | Eros Vlahos                |
|                              | Thoros de Myr                | Paul Kaye                  |
|                              | Anguy                        | Philip McGinley            |
|                              | Locke                        | Noah Taylor                |
|                              | Qyburn                       | Anton Lesser               |
|                              | Ros                          | Esmé Bianco                |
|                              | Shagga                       | Mark Lewis Jones           |
|                              | Septa Unella                 | Hannah Waddingham          |
|                              | Syrio Forel                  | Miltos Yerolemou           |
|                              | Illyrio Mopatis              | Roger Allam                |
|                              | Qotho                        | Dar Salim                  |
|                              | Irri                         | Amarita Acharia            |
|                              | Rakharo                      | Elyes Gabel                |
|                              | Mirri Maz Duur               | Mia Soteriou               |
|                              | Xaro Xhoan Daxos             | Nonso Anozie               |
|                              | Pyat Pree                    | Ian Hanmore                |
|                              | Kraznys mo Nakloz            | Dan Hildebrand             |
|                              | Tycho Nestoris               | Mark Gatiss                |
|                              | Waif                         | Faye Marsay                |
|                              | Hizdahr zo Loraq             | Joel Fry                   |
|                              | Yezzan zo Qaggaz             | Enzo Cilenti               |
|                              | Craster                      | Robert Pugh                |
|                              | Mance Rayder                 | Ciarán Hinds               |
|                              | Orell                        | Mackenzie Crook            |

## Producció

### Concepció i desenvolupament

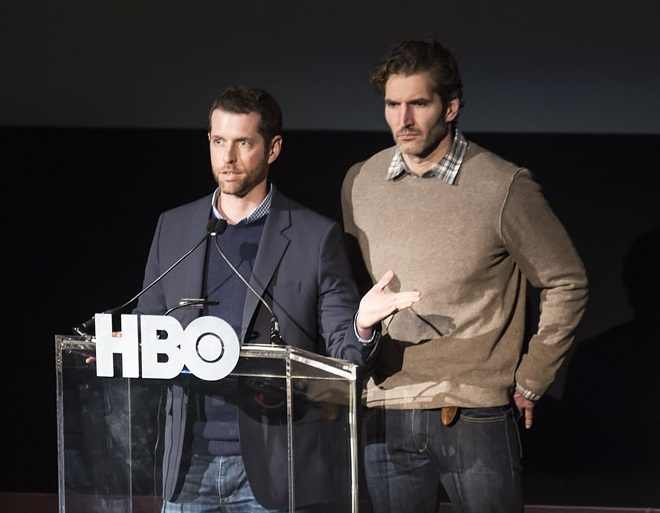
Els showrunners D. B. Weiss i David Benioff van crear la sèrie, van escriure la majoria dels seus episodis i en van dirigir diversos.

La sèrie de novel·les "Cançó de gel i foc" era popular abans de "Game of Thrones". La sèrie ha venut més de 90 milions d’exemplars a tot el món, amb les novel·les traduïdes a 45 idiomes diferents. George R. R. Martin va rebre nombrosos premis i nominacions d'escriptura fantàstica, incloent un World Fantasy Award i diversos Premis Locus per la sèrie.
El gener del 2006, David Benioff va mantenir una conversa telefònica amb l'agent literari de Martin sobre els llibres que representava. Havent estat fan de la ficció fantàstica quan era més jove, es va interessar per "Cançó de gel i foc", que no havia llegit. L'agent literari va enviar a Benioff els primers quatre llibres de la sèrie. Benioff va llegir uns quants centenars de pàgines del la primera novel·la, Joc de trons, va compartir el seu entusiasme amb D. B. Weiss, i va suggerir que adaptessin les novel·les de Martin a una sèrie de televisió; Weiss va acabar la primera novel·la en "potser 36 hores". Van llançar la sèrie a HBO després d'una reunió de cinc hores amb Martin (ell mateix un veterà guionista audiovisual) en un restaurant al Santa Monica Boulevard. Segons Benioff, van convèncer Martin sabent la resposta a la seva pregunta, "Qui és la mare de Jon Neu?"
Abans de ser contactat per Benioff i Weiss, Martin havia tingut reunions amb altres guionistes, la majoria dels quals volien adaptar la sèrie a un llargmetratge. Martin, però, ho va considerar inadaptable a una pel·lícula, dient que la mida d'una de les seves novel·les és tan gran com El senyor dels anells, que s'havia adaptat en una trilogia. Benioff va estar d'acord en que seria impossible convertir les novel·les en un llargmetratge. Benioff va afegir que "una pel·lícula fantàstica d'aquest abast, finançada per un estudi important, gairebé segurament necessitaria una qualificació PG-13. Això vol dir que no hi ha sexe, ni sang, ni blasfemies. Merda." Martin es va mostrar satisfet amb el suggeriment que l'adaptessin com a sèrie a HBO, dient que "mai s'ho havia imaginar en cap altre lloc".
La sèrie va començar a desenvolupar-se al gener del 2007. HBO va adquirir els drets televisius de les novel·les, amb Benioff i Weiss com a productors executius de la sèrie i Martin com a coproductor. La intenció era que cada novel·la produís una temporada de la sèrie. Inicialment, Martin escrivia un episodi per temporada, mentre que Benioff i Weiss escrivien la resta. Jane Espenson i Bryan Cogman es van afegir més tard per escriure un episodi cadascun per a la primera temporada. No es va ordenar un episodi pilot fins al novembre del 2008. L'episodi pilot "Winter is Coming" es va rodar el 2009; després de la seva mala recepció després d'una visualització privada, HBO va exigir una nova filmació (aproximadament el 90% de l'episodi, amb canvis en el repartiment i la direcció). Segons els informes, el pilot va costar de 5 a 10 milions de dòlars americans en producció, mentre que el pressupost de la primera temporada es calculava entre 50 i 60 milions de dòlars.
Per a la segona temporada, la sèrie va rebre un augment del 15% del pressupost per a la batalla climàtica a "Blackwater" (que tenia un pressupost de 8 milions de dòlars). Entre el 2012 i el 2015, el pressupost mitjà per episodi va passar de 6 milions de dòlars a "com a mínim" 8 milions. El pressupost de la sisena temporada va superar els 10 milions de dòlars per episodi, per un total de la temporada de més de 100 milions de dòlars, un rècord del cost de producció d’una sèrie. A la temporada final, es va estimar que el pressupost de producció per episodi era de 15 milions de dòlars.

### Selecció del repartiment

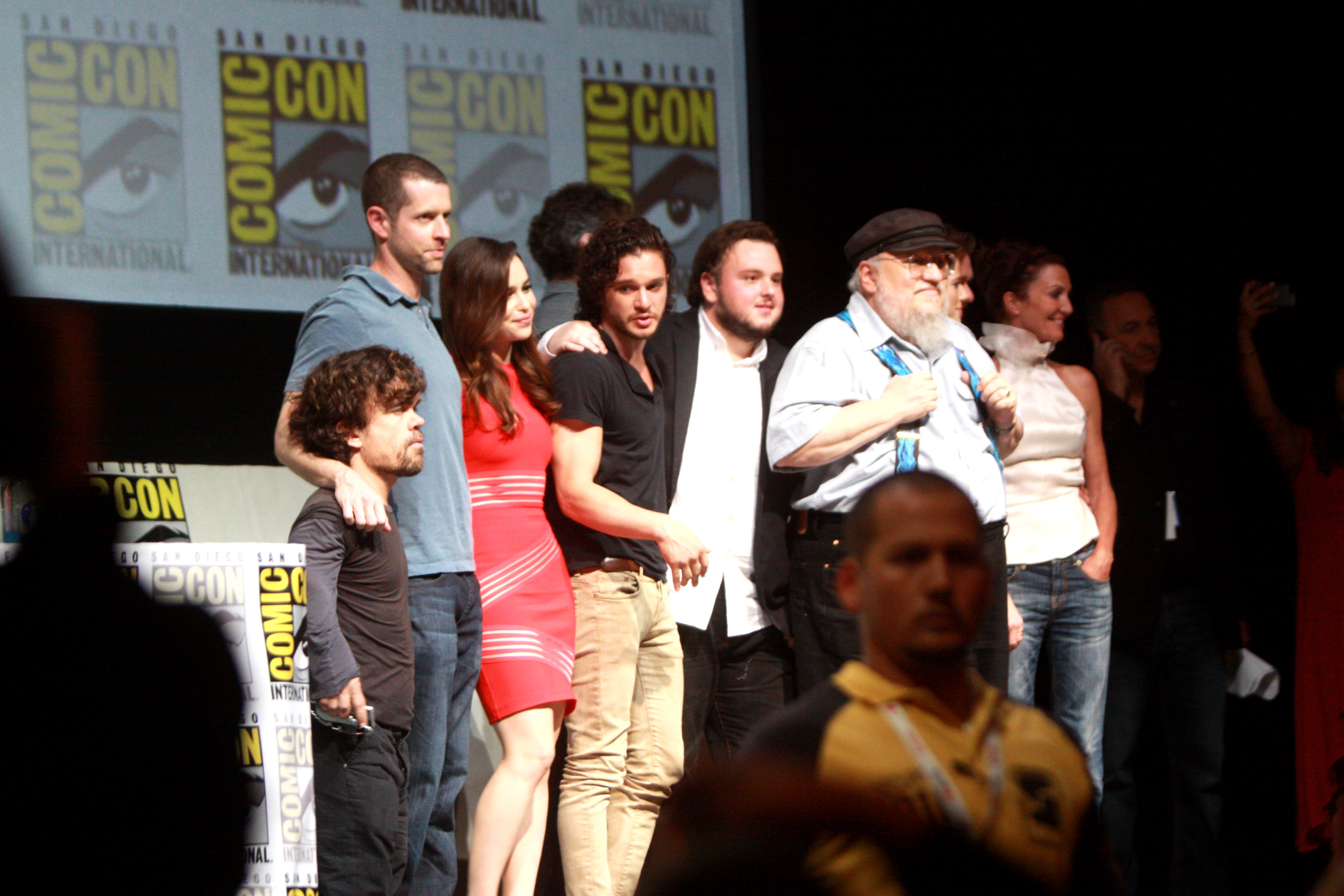
Els actors Peter Dinklage, Emilia Clarke, Kit Harington, John Bradley i Michelle Fairley amb D. B. Weiss i David Benioff (d'esquenes) i George R. R. Martin a la Comic-Con de 2013.

La selecció de l'repartiment va recaure primordialment en Nina Gold i Robert Sterne. Si bé la major part dels actors principals van obtenir els seus rols mitjançant processos de audició, les contractacions de Peter Dinklage i Sean Bean es van realitzar de forma directa a l'ésser requerits específicament pels guionistes des del començament, mentre que Lena Headey va tenir la recomanació del seu amic Dinklage. La selecció del repartiment de la primera temporada va acabar en el segon semestre de 2009. Donada la considerable quantitat de personatges secundaris que apareixen en els llibres, a partir de la segona temporada Benioff i Weiss van decidir ajornar la incorporació de personatges principals i fusionar-ne altres. Alguns actors van interpretar a més d'un personatge, com va ser el cas de Dean-Charles Chapman que va interpretar a un personaje secundari de la casa Lannister així com a Tommen Baratheon; i a la inversa, al destinar un mateix personatge a més d'un actor, com Gregor Clegane, que va ser personificat per tres actors diferents al llarg de la sèrie. La tercera temporada va comptar amb un dels repartiments corals més extensos en la història de la televisió i alguns dels seus actors es van fer creditors als contractes millor pagats a la televisió per cable al rebre cada un, per a les últimes dues temporades, fins a dos milions de lliures esterlines per episodi.

### Escriptura

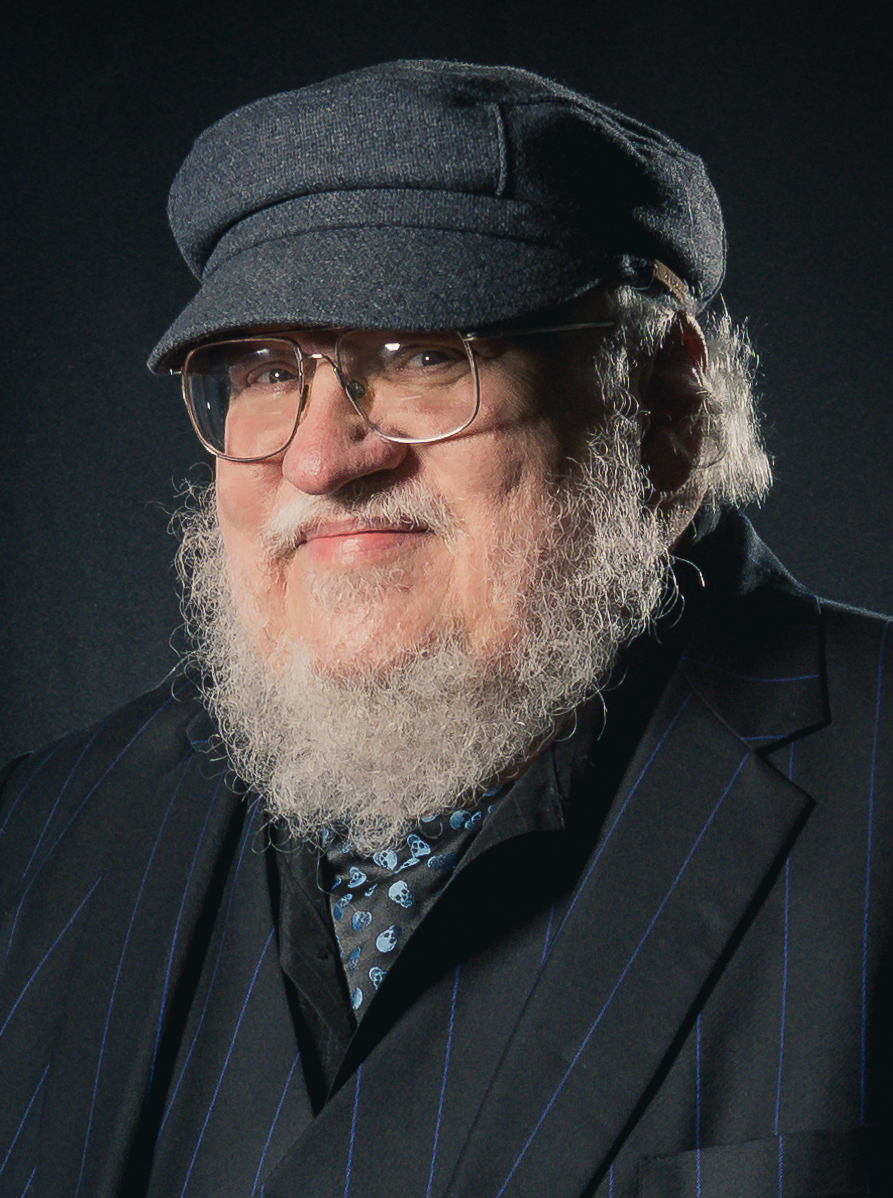
George R. R. Martin, autor de "Cançó de gel i foc", és un coproductor executiu de la sèrie i escriu un episodi a cadascuna de les quatre primeres temporades.

Game of Thrones va utilitzar set escriptors al llarg de les seves sis temporades. Benioff i Weiss van escriure la majoria dels episodis de cada temporada. L'autor de "Cançó de gel i foc" George R. R. Martin va escriure un episodi a cadascuna de les quatre primeres temporades. Martin no va escriure cap episodi per a les darreres temporades, ja que volia centrar-se en completar la sisena novel·la (The Winds of Winter). Jane Espenson va coescriure l'episodi de la primera temporada A Golden Crown as a escriptora autònoma.
Cogman, inicialment coordinador de guions de la sèrie, va ser ascendit a productor per la cinquena temporada. Cogman, que va escriure almenys un episodi durant les primeres cinc temporades, va ser l'únic altre escriptor a la sala d'escriptors amb Benioff i Weiss. Abans de la promoció de Cogman, Vanessa Taylor -una escriptora a la segona i tercera temporades- va treballar estretament amb Benioff i Weiss. Dave Hill es va unir a la redacció per a la cinquena temporada després de treballar com a ajudant de Benioff i Weiss. Tot i que Martin no estava a la sala d'escriptors, va llegir els esbossos del guió i va fer comentaris.
Benioff i Weiss de vegades assignaven personatges a determinats escriptors; per exemple, Cogman va ser assignat a Arya Stark per la quarta temporada. Els escriptors van passar diverses setmanes escrivint un esquema de personatges, incloent el material de les novel·les a utilitzar i els temes generals. Després que es completessin aquests esquemes individuals, van passar dues o tres setmanes més discutint sobre l'arc individual de cada personatge principal i organitzant-los episodi per episodi. per crear un guió per a cada episodi. Cogman, que va escriure dos episodis per a la cinquena temporada, va trigar un mes i mig a completar els dos guions. Després van ser llegits per Benioff i Weiss, que van prendre notes, i es van reescriure parts del guió. Els deu capítols van ser escrits abans de començar el rodatge, ja que dos unitats van rodar fora d'ordre a diferents països. Benioff i Weiss van escriure els seus episodis junts; un escrivia la primera meitat del guió i l'altre la segona meitat. Després es passaven els esborranys endavant i enrere per prendre notes i fer reescriptures.

#### Programació i adaptació dels episodis
Després que la història de Game of Thrones comencés a superar les novel·les publicades a la sisena temporada, la sèrie es va basar en un esquema argumental de les futures novel·les proporcionades per Martin juntament amb el contingut original. Abans de la quarta temporada, Martin va declarar que hi havia un problema amb l'emissió de la sèrie de televisió abans que es pogués escriure el material original. Segons Benioff, Martin va donar als presentadors un resum dels dos darrers llibres de la sèrie. A l'abril de 2016, el pla dels showrunners era rodar 13 episodis més després de la sisena temporada: set episodis a la setena i sis a la vuitena. Més tard aquell mes, la sèrie es va renovar per una setena temporada amb una ordre per set episodis. HBO va anunciar el juny del 2016 que la vuitena temporada seria la darrera de la sèrie.
| Temporada   | Ordre          | Filmació                   | Primera emissió | Darrera emissió | Novel·la/es adaptada/es                             | Ref(s) |
| ----------- | -------------- | -------------------------- | --------------- | --------------- | --------------------------------------------------- | ------ |
| Temporada 1 | 2 març 2010    | Segona meitat de 2010      | 17 abril 2011   | 19 juny 2011    | Joc de trons                                        | [ 52 ] |
| Temporada 2 | 19 abril 2011  | Segona meitat de 2011      | 1 abril 2012    | 3 juny 2012     | Xoc de reis                                         | [ 53 ] |
| Temporada 3 | 10 abril 2012  | Juliol–Novembre 2012       | 31 març 2013    | 9 juny 2013     | Tempesta d'espases                                  | [ 54 ] |
| Temporada 4 | 2 abril 2013   | Juliol–Novembre 2013       | 6 abril 2014    | 15 juny 2014    | Tempesta d'espases                                  | [ 55 ] |
| Temporada 5 | 8 abril 2014   | Juliol–Desembre 2014       | 12 abril 2015   | 14 juny 2015    | Festí de corbs, Dansa amb dracs i material original | [ 56 ] |
| Temporada 6 | 8 abril 2014   | Juliol–Desembre 2015       | 24 abril 2016   | 26 juny 2016    | Esquema de The Winds of Winter i material original  | [ 57 ] |
| Temporada 7 | 21 abril 2016  | Agost 2016 – Febrer 2017   | 16 juliol 2017  | 27 agost 2017   | Esquema d'A Dream of Spring i material original     | [ 58 ] |
| Temporada 8 | 30 juliol 2016 | Octubre 2017 – Juliol 2018 | 14 abril 2019   | 19 maig 2019    | Esquema d'A Dream of Spring i material original     | [ 59 ] |

Les dues primeres temporades van adaptar una novel·la cadascuna. Durant les darreres temporades, els seus creadors van veure Game of Thrones com una adaptació de Una cançó de gel i foc en el seu conjunt en lloc de les novel·les individuals, permetent-los moure esdeveniments a través de novel·les segons ho requerís l'adaptació a la pantalla.

### Filmació

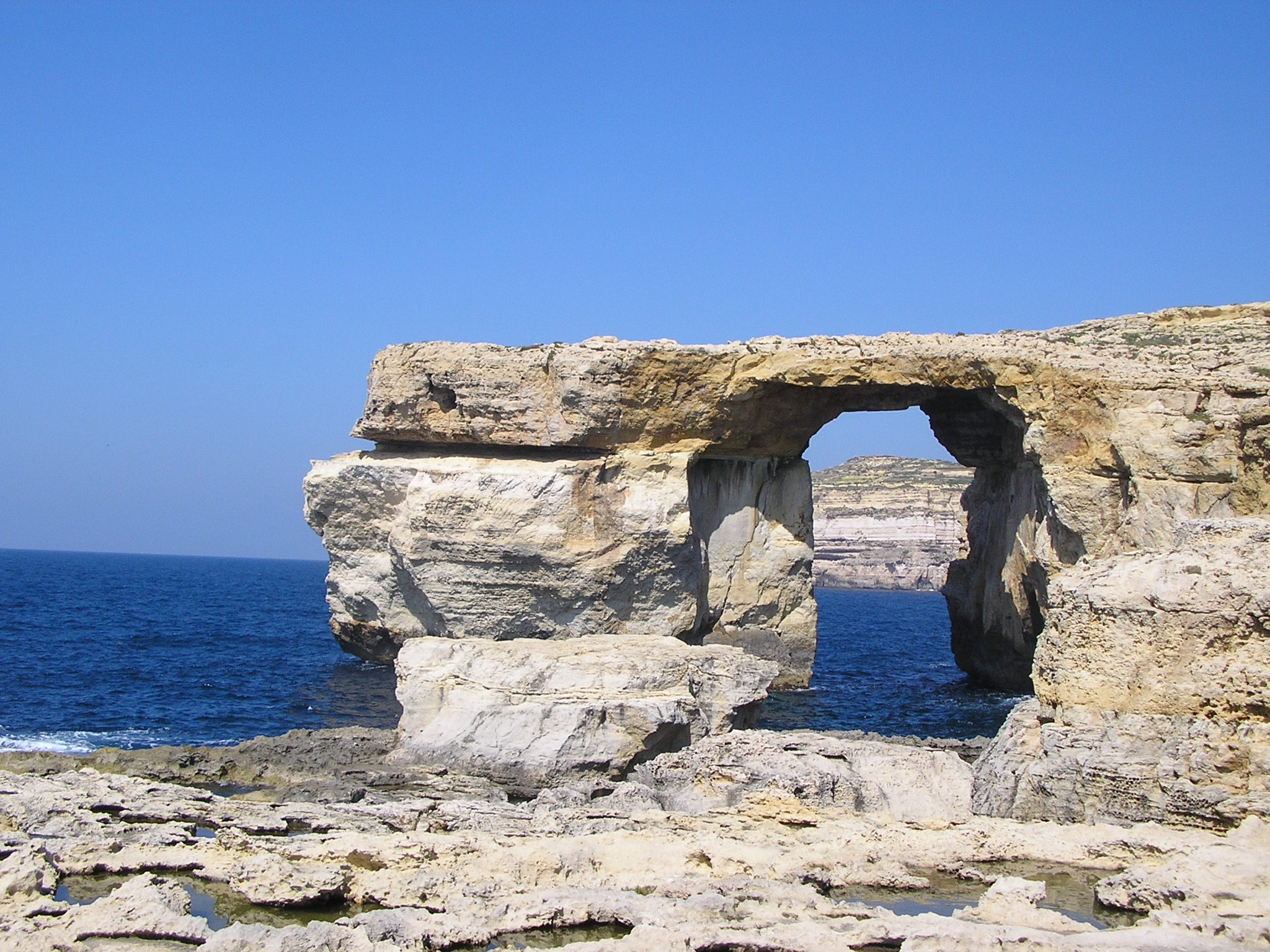
La Finestra blava a Ras-id-Dwerja, a Gozo, va ser el lloc del casament Dothraki a la primera temporada.

El rodatge per a la primera temporada estava previst que comencés el 26 de juliol de 2010; la ubicació principal era els Paint Hall Studios a Belfast, Irlanda del Nord. Les escenes exteriors d'Irlanda del Nord es van filmar a Sandy Brae a les muntanyes de Mourne (representant Vaes Dothrak); Castle Ward (Hivèrnia); Saintfield Estates (bocs dels déus d'Hivèrnia);el parc forestal de Tollymore (escenes a l'aire lliure); Carncastle (el lloc d'execució); la pedrera Magheramorne (Castell Negre); i el Castell de Shane (el recinte del torneig). El Castell Doune a Stirling, Escòcia, també es va utilitzar en l'episodi pilot original per a escenes a Hivèrnia. Els productors van considerar inicialment filmar tota la sèrie a Escòcia, però van decidir-se per Irlanda del Nord a causa de la disponibilitat d’espais per a estudis i de crèdits fiscals.

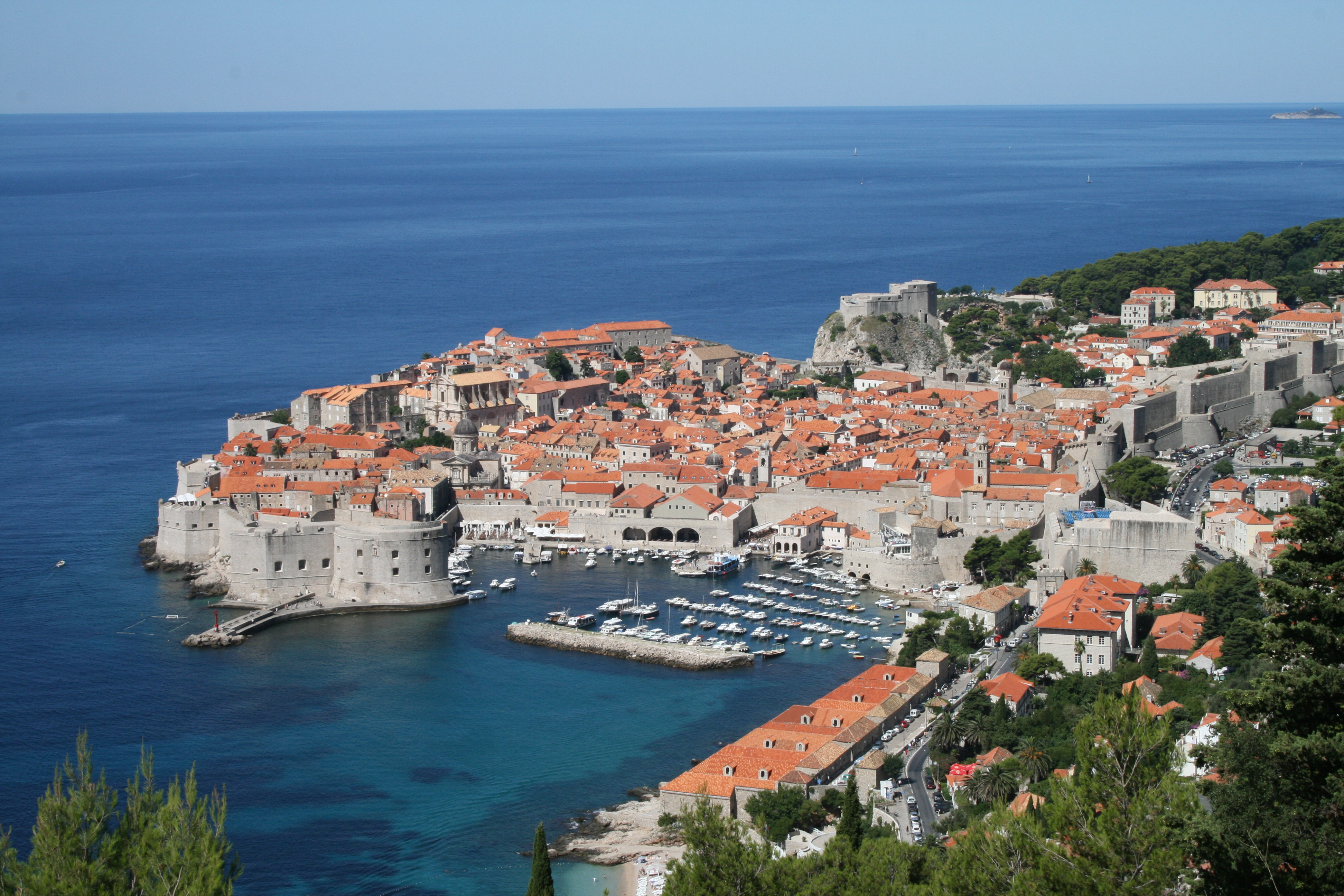
La ciutat emmurallada de Dubrovnik va representar Desembarcament del Rei la segona temporada.

Les escenes meridionals de la primera temporada es van filmar a Malta, un canvi d'ubicació respecte als escenaris marroquins de l'episodi pilot. La ciutat de Mdina es va utilitzar per al Desembarcament del Rei. El rodatge també va tenir lloc a Fort Manoel (en representació del Septe de Baelor); a la Finestra blava de l'illa de Gozo (el lloc del casament Dothraki); i al Palau de Sant Anton, Fort Ricasoli, Fort de Sant Àngel i el monestir de Sant Domènec (tots utilitzats per a escenes a la Fortalesa Roja). El rodatge de les escenes meridionals de la segona temporada es va traslladar de Malta a Croàcia, on la ciutat de Dubrovnik i llocs propers permetien fer fotografies exteriors d'una ciutat medieval emmurallada i costanera. Les muralles de Dubrovnik i el Fort Lovrijenac es van utilitzar per a escenes a Desembarcament del Rei, tot i que els exteriors d'alguns edificis locals de la sèrie, per exemple, la Fortalesa Roja i el Septe de Baelor, són generats per ordinador. L'illa de Lokrum, el monestir de Sant Dominic a la ciutat costanera de Trogir, el Palau del Rector de Dubrovnik i la pedrera de Dubac (a uns pocs quilòmetres a l'est) es van utilitzar per a escenes ambientades a Qarth. Les escenes situades al nord del mur es van filmar el novembre de 2011 a Islàndia a la glacera Vatnajökull prop de Smyrlabjörg; la glacera Svínafellsjökull a prop del Parc Nacional Skaftafell; i la glacera Mýrdalsjökull a prop de Vik a Höfðabrekkuheiði. També es va rodar al port de Ballintoy, a Irlanda del Nord.

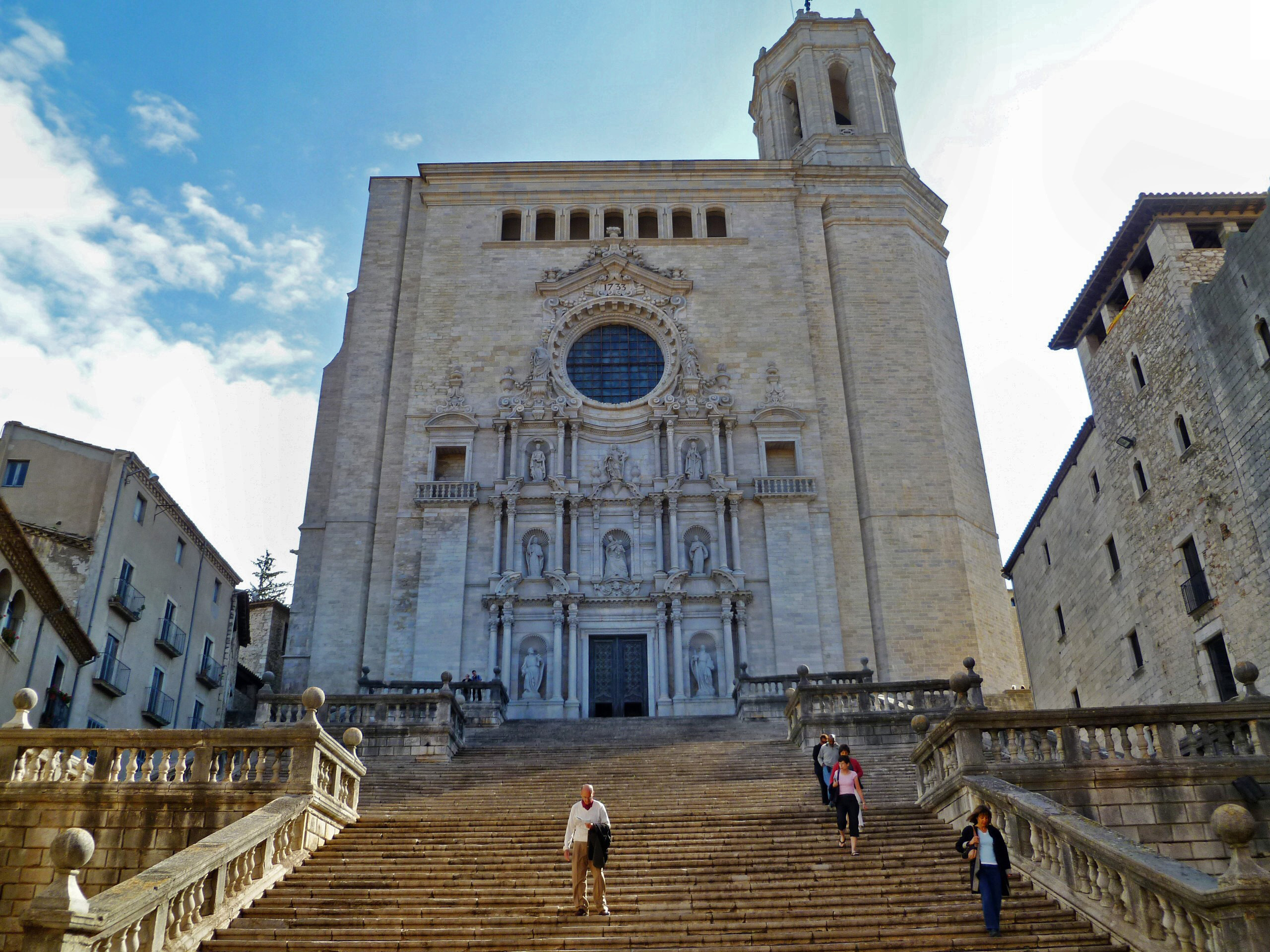
La Catedral de Girona es va convertir en el Gran Septe.

La producció de la tercera temporada va tornar a Dubrovnik, amb les Muralles de Dubrovnik, el Fort Lovrijenac i les localitats properes de nou utilitzades per a escenes a Desembarcament del Rei i la Fortalesa Roja. Una nova ubicació, l'arborètum de Trsteno és el jardí dels Tyrells a Desembarcament del Rei. La tercera temporada també va tornar al Marroc (inclosa la ciutat d'Essaouira) per filmar les escenes de Daenerys a Essos. També es va utilitzar Dimmuborgir i la cova Grjótagjá a Islàndia. Una escena, amb un òs viu, va ser filmada a Los Angeles. La producció feia servir tres unitats (Dragon, Wolf i Raven) filmant en paral·lel, sis equips de direcció, 257 membres del repartiment i 703 membres de la tripulació. La quarta temporada va tornar a Dubrovnik i va incloure noves ubicacions, incloent el Palau de Dioclecià a Split a Croàcia, la Fortalesa de Klis al nord de Split, la pedrera de Perun a l'est de Split, la serralada Mosor i Baška Voda més al sud. el Parc Nacional de Þingvellir a Islàndia va ser utilitzat per a la lluita entre Brienne i el Gos. La cinquena temporada va afegir Sevilla, utilitzada per a escenes de Dorne, i Còrdova.
La sisena temporada, que es va començar a rodar el juliol de 2015 es va filmar a Navarra, Guadalajara, Sevilla, Almeria, Girona i Peniscola. El rodatge a Girona va incloure les escales de la Catedral, el riu Galligants, Sant Pere de Galligants, la Plaça dels Jutjats, els carrers Sant Cristòfor i Bisbe Josep Cartañà, les Pujades de Sant Domènech i Rei Martí, els banys àrabs. i el passeig arqueològic. La filmació també va tornar a Dubrovnik, Croatia. El rodatge dels set capítols de la temporada set va començar el 31 d’agost del 2016 als estudis Titanic de Belfast, amb altres rodatges a Islàndia, Irlanda del Nord i molts llocs d’Espanya, incluent Sevilla, Càceres, Almodóvar del Río, Santiponce, Zumaia i Bermeo. El rodatge es preveia continuar-lo fins a finals de febrer del 2017, segons fos necessari, per garantir el clima hivernal en algunes localitats europees. El rodatge de la vuitena temporada va començar a l’octubre del 2017 i va acabar al juliol del 2018. Entre els nous llocs de rodatge es van incloure Moneyglass i Saintfield a Irlanda del Nord per a escenes de batalla "The Long Night".

### Efectes visuals
Degut al gran nombre d'efectes visuals que necessitava la sèrie, HBO va contractar dues empreses per la primera temporada: BlueBolt, amb seu a la Gran Bretanya i Screen Scene, amb seu a Irlanda. La major part d'edificis es van fer a través de projeccions 2.5D, projeccions gràfiques en 2D i tècniques que fan que una sèrie d'imatges semblin en 3D quan en realitat no ho són.
L'últim episodi de la primera temporada, “Fire and Blood” va ser nominat, el 2011, a un Premi Emmy a la categoria de Millors efectes visuals.
Com que els efectes especials van esdevenir més complexos en les següents temporades (incloent-hi personatges creats digitalment, foc i aigua) l'empresa alemanya Pixomondo va passar a encarregar-se de produir els efectes visuals. Pixomondo, que té seus per tot el món i és una de les capdavanteres en el seu àmbit, va centrar tots els esforços en la sèrie. Tant és així, que nou de les seves dotze seus van treballar en la producció d'efectes especials de la segona temporada. Altres escenes van ser produïdes per Peanut FX, Spin VFX i Gradient Effects. Els episodis “Valar Morghulis” i “Valar Dohaeris” van fer aconseguir a Pixomondo el premi Emmy a la categoria de Millors efectes visuals (2012 i 2013).
Per a la quarta temporada, HBO va afegir al projecte l'empresa Mackevision. L'últim episodi d'aquesta temporada titulat “The Children”, va merèixer, el 2014, el premi Emmy a Millors efectes visuals. Rodeo FX, Scanline VFX i BAKED FX també van col·laborar en alguns episodis.
L'aparició dels dracs a l'últim capítol de la primera temporada va fer que s'hagués de destinar una gran part del pressupost a l'elaboració d'aquestes criatures, cosa que no ha parat de créixer temporada rere temporada. Per recrear els músculs i el moviment de les ales dels dracs adolescents es van inspirar, en gran part, en els moviments dels pollastres. A partir de la quarta temporada la complexitat dels animals, les dimensions i el contacte constant amb humans van requerir un treball perfeccionista i minuciós que es va solucionar destinant 22 dels 30 treballadors de Pixomodo a la creació dels dracs.
Per a la cinquena temporada, HBO va afegir-hi l'empresa Image Engine i Crazy Horse Effects a la seva llista de productors d'efectes visuals.
A la sisena temporada, Game of Thrones va comptar amb la petita empresa australiana Iloura per recrear un dels capítols més espectaculars i recordats pels seguidors de la sèrie: “Battle of the Bastards”. La batalla campal entre els partidaris de Ramsay Bolton i els de Jon Neu destaca pel seu ritme trepidant i per la versemblança dels efectes visuals.

### Disseny de vestuari i maquillatge
Els dissenys de Michele Clapton i April Ferry, responsables de vestuari de Game of Thrones, van provenir de diverses fonts i ocasionalment es van apartar de les descripcions dels llibres ja que «de vegades [aquests vestuaris] no poden traslladar-se adequadament a la pantalla». Per exemple, les armadures japonesa i persa, el vestuari beduí i pells d'animals a semblança dels inuit van influir en la indumentària dels dothraki i els salvatges, mentre que els vestits amb escot dissenyats per Alexander McQueen van inspirar el vestuari de Margaery Tyrell. una pràctica habitual consistia que la indumentària havia de ser usada un parell de setmanes abans del rodatge, per tal que lluís amb arrugues i oferís un major realisme a l'espectador. El dissenyador Kevin Alexander es va basar en artistes prerrafaelistes i obres de pintors com John William Waterhouse i Dante Gabriel Rossetti per fabricar les perruques. En total es van produir al voltant d'un parell de dotzenes de perruques amb cabell importat de l'Índia, Europa i Rússia. En el cas de Clark -intèrpret de Daenerys-, es requerien fins a dues hores per sessió per a la col·locació i arranjaments de la seva perruca rossa amb trenes. En altres casos, es va procedir al tenyit de cabells d'actors com Gleeson i Turner -Joffrey i Sansa- a manera de reemplaçament del peròxid.
De manera similar a la tasca de maquillatge, es va buscar que la vestimenta de cada personatge tingués canvis graduals al llarg de la sèrie, per tal de reflectir l'evolució de el personatge. Per exemple, a «Beyond the Wall» -capítol de la setena temporada-, Daenerys fa servir un abric confeccionat amb tires de cuir sintètic, mentre que en la darrera temporada el seu abillament inclou elements de color vermell que al·ludeixen a l'escut dels Targaryen. Al seu torn, en les últimes temporades Sansa vesteix roba de pells gruixudes i colors foscos; en opinió de Clapton: «Ella ha après d'aquells que han estat cruels amb ella així que, quan torna a Invernalia en la sisena temporada, ja té el control […] [Amb la seva vestimenta dona a entendre que] S'està protegint a ella mateixa aïllant-se del món exterior […] També volia mostrar que ella és una guerrera per dret propi. Volia que evoqués força».
Paul Engelen, Melissa Lackersteen, Conor O'Sullivan i Rob Trenton van estar a càrrec de les tasques de maquillatge del repartiment així com del disseny de pròtesis i motlles durant les primeres tres temporades. Per a la resta de la sèrie, la responsabilitat va recaure en Jane Walker, Ann McEwan, i Barrie i Sarah Gower. En general, les pròtesis i altres accessoris de maquillatge havien de ser traslladats des de Londres -on eren construïts-, fins al lloc de rodatge. En alguns casos es van requerir anàlisis forenses per produir efectes realistes amb els cosmètics. Tal va ser el cas de la seqüència en la qual mor Oberyn Martell, per a la qual es van crear tres motlles del cap de l'actor Pedro Pascal cobertes amb goma de silicona i que incloïen en el seu interior una closca, bosses d'aigua amb colorant i poliuretà per emular la sang, així com tires de làtex i silicona per representar els cervells. La producció d'aquest tipus d'efectes solia alternar-se amb les tasques de l'equip d'efectes visuals. Per a l'equip de maquillatge va resultar important la forma en què «els viatges emocionals de cada personatge impactaven en la seva aparença», i en opinió de Lackersteen: «Has de fer-ho ([el maquillatge]) de la forma correcta, sense que llueixin massa cansats i horribles. [Es tracta de crear] una aparença vulnerable». que fa als caminants blancs i els altres, la seva aparença va provenir inicialment dels zombis de la sèrie televisiva The Walking Dead, i va requerir de la realització d'esbossos de les formes principals de la cara dels actors, als quals s'agregaven una textura «arrugada i anciana» sobre «gel, marbre i vidre».

### Música
Ramin Djawadi va ser el responsable de la banda sonora de Game of Thrones, que inclou temes musicals per a cadascuna de les principals cases familiars de la trama, així com per alguns dels seus protagonistes. Originalment s'havia considerat a Stephen Warbeck, a qui es va contractar per a l'episodi pilot, però va abandonar la producció. Per recomanació d'Evyen Klean, supervisor musical de la sèrie, l'equip de producció va contactar a Djawadi. Tot i que aquest últim va declinar la proposta inicial, finalment es va mostrar sorprès per la trama i el concepte visual dels dos primers episodis que li van proporcionar Benioff i Weiss per convèncer-lo.
Un dels principals trets de la música de  Game of Thrones  és que cada pista serveix per expressar el to i l'emoció de cada escena, i se li va donar especial èmfasi a l'ús de l'violoncel -especialment en la seqüència d'obertura- en comptes del recurrent so de flautes i solos característics d'altres produccions que aborden temàtiques fantàstiques, en opinió de Benioff i Weiss. Per a la seqüència d'obertura, a més del violoncel, es van incorporar sons provinents d'un dulcimer i un kantele per oferir un «sentit de misteri i anticipació per l'episodi». Altres instruments usats per Djawadi a la banda sonora inclouen el didjeridú associat amb els salvatges i la flauta duduk per als dothraki. A diferència dels temes que acompanyen la resta de l'repartiment, el cas dels caminants blancs i el Rei de la Nit és diferent ja que al llarg de la sèrie es van dissenyar i van emprar diferents sons. Per exemple, al principi estaven vinculats amb el soroll d'una harmònica de vidre. Cal assenyalar que el desenvolupament dels personatges també va influir en l'evolució de certs temes, com és el cas dels ja esmentats caminants blancs que a partir de l'aparició del seu exèrcit estan associats amb sons orquestrals; i el de Daenerys, que al començament és breu i només està conformat de el so d'un violoncel, però a mida que va adquirint més poder el seu tema es torna més extens i complex, amb combinacions de sons de tambors similars al taiko japonès i al bedug tailandès. A més de la seqüència d'obertura i les melodies associades amb cada protagonista, altres temes notables són la cançó «The Rains of Castamere» que sol estar associada amb els Lannister i que apareix de forma més prominent en el capítol de el mateix nom; i «Light of the Seven», una composició majoritàriament de piano que apareix en una de les escenes de l'últim capítol de la sisena temporada.
El procés de composició solia començar després de la culminació del rodatge, quan Djawadi rebia els episodis encara pendents d'editar. En aquesta mateixa etapa també es comunicava amb Benioff i Weiss per obtenir suggeriments o requeriments específics. En les seves paraules: «em sento amb David [Benioff] i Dan [Weiss] i fem el que anomenem "sessió de punteig" en la qual veiem l'episodi i després discutim en quins instants la música ha de començar i aturar-se. Tots estem molt involucrats en aquest tema. I constantment tot surt bé. El que més m'agrada de Game of Thrones és que el posicionament de la música està molt ben fet i no resulta exagerat. Quan la música s'interromp, realment té alguna cosa a dir. L'escriptura i el diàleg són tan forts que hi ha moltes escenes on diem: “Provem una peça musical allà”. Aleshores escric alguna cosa, ho mostro als nois, i després diem: "Sabeu què? Potser és millor sense això". I de vegades és al revés, on pensem que una escena no necessita música i, al cap d’un temps, pensem: “Sabeu? fa temps que no escoltem música, potser seria bo. Potser cap al final, introduïm alguna cosa". És un procés constant i està realitzat amb molta cura.» La major part dels àlbums de les temporades es van gravar amb la participació de la Czech Film Orchestra and Choir a Praga.
L'àlbum de la primera temporada va quedar conclòs dos mesos i mig abans de l'estrena de la sèrie, i es va posar a la venda el juny de 2011, publicat per Varèse Sarabande. Els recopilatoris de les següents temporades també han estat distribuïts comercialment, i inclouen pistes gravades per The National, the Hold Steady i Sigur Rós. A més de les bandes sonores, el 2014 i 2015 Launch Point Records va produir els discos Catch the Throne: Volume I i Catch the Throne: Volume II que contenen temes de les primeres tres temporades així com altres cançons interpretades pels rapers Big Boi i Common, entre d'altres. El 2017 es va dur a terme per primera vegada la gira de concerts Game of Thrones Live Concert Experience que ha recorregut diverses ciutats dels Estats Units, Canadà i Europa, i en la qual una orquestra en viu interpreta la música de la sèrie davant el públic. A l'abril de 2019 va sortir a la venda l'àlbum  Music Inspired by Game of Thrones  produït per Columbia Records amb temes inspirats per la sèrie.